# Cappelle sul Tavo
Cappelle sul Tavo är en ort och kommun i provinsen Pescara i regionen Abruzzo i Italien. Kommunen hade 4 001 invånare (2018).